# Вальтер Енгвіц
Вальтер Енгвіц (нім. Walter Engwitz; 2 січня 1891, Вільгельмсфельд — 18 лютого 1970, Мюнхен) — німецький військовий ветеринар, доктор ветеринарії, генерал-майор ветеринарної служби вермахту (1 січня 1945).

## Біографія
Учасник Першої світової війни. Після демобілізації армії залишений в рейхсвері, ветеринар 10-го гірського полку. З 1 квітня 1936 року — головний ветеринар 1-ї кавалерійської бригади, з 17 січня 1940 року — 1-ї кавалерійської дивізії, з 1 жовтня 1940 року — 43-го армійського корпусу, з 1944 року — 19-ї армії.

## Нагороди
- Залізний хрест 2-го класу
- Почесний хрест ветерана війни з мечами
- Медаль «За вислугу років у Вермахті» 4-го, 3-го і 2-го класу (18 років; 2 жовтня 1936) — отримав 3 нагороди одночасно.
- Медаль «За Атлантичний вал»
- Хрест Воєнних заслуг 2-го і 1-го класу з мечами
- Медаль «За зимову кампанію на Сході 1941/42»